# Jayne Torvill

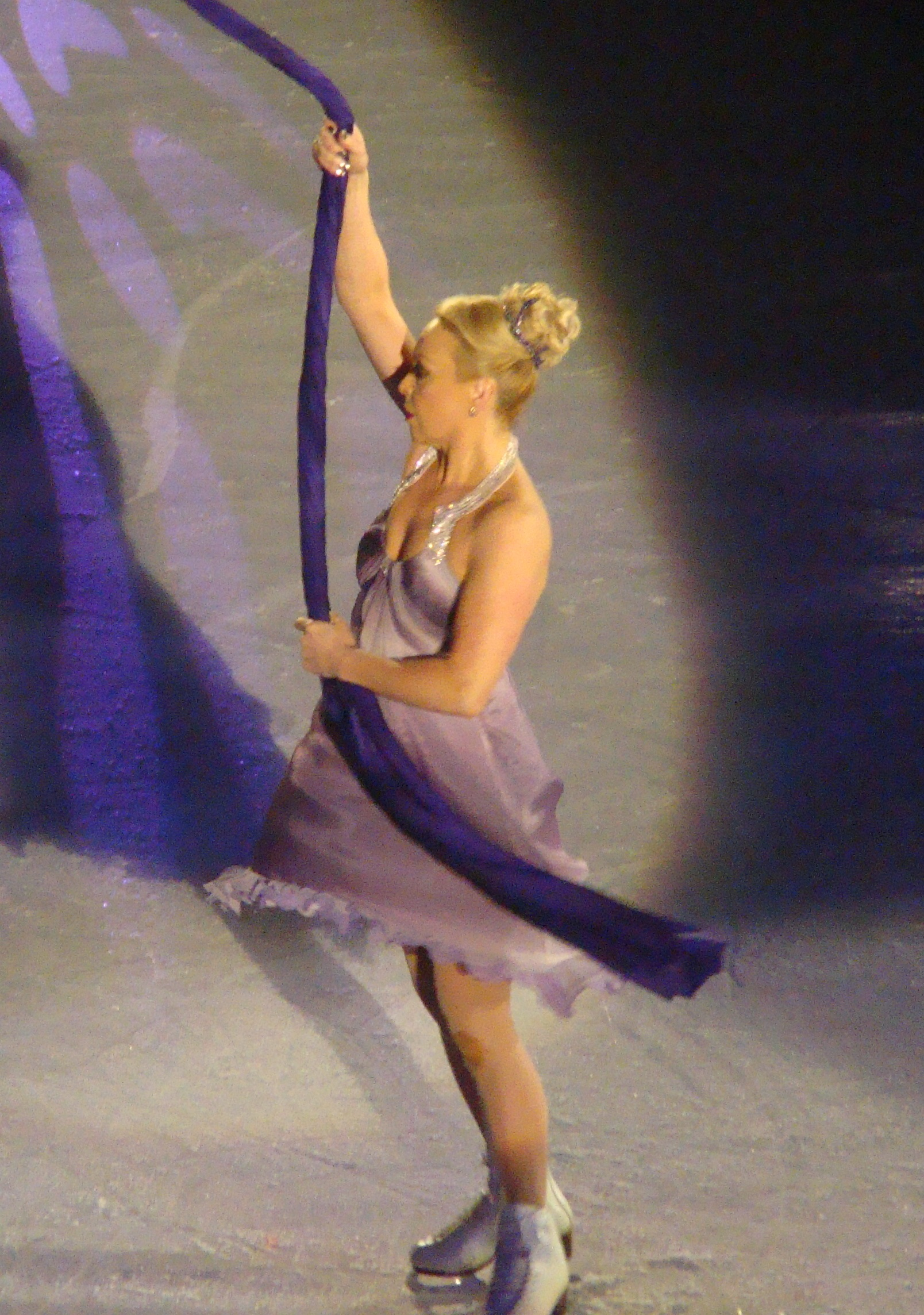
Jayne Torvill

Jayne Torvill (Nottingham (Engeland), 7 oktober 1957) is een Britse kunstschaatsster.
Jayne Torvill won met haar partner Christopher Dean vier keer op rij de wereldtitel ijsdansen (1981, '82, '83 en '84). Zij wonnen ook de gouden medaille op de Olympische Spelen van Sarajevo in 1984, waar het paar danste op de Bolero van Maurice Ravel. Later wonnen ze nog de bronzen medaille tijdens de Olympische Spelen in Lillehammer(1994). Zij debuteerde met schaatspartner Michael Hutchinson op de Europese Kampioenschappen kunstschaatsen 1972 bij het paarrijden waar ze achttiende (en laatste) werden.

## Belangrijke resultaten
| Kampioenschap           | 1974  |  | 1977 | 1978  | 1979 | 1980 | 1981 | 1982 | 1983 | 1984 |  | 1994  |
| ----------------------- | ----- |  | ---- | ----- | ---- | ---- | ---- | ---- | ---- | ---- |  | ----- |
| Olympische Spelen       |       |  |      |       |      | 5e   |      |      |      | Goud |  | Brons |
| Wereldkampioenschap     |       |  |      | 11e   | 8e   | 4e   | Goud | Goud | Goud | Goud |  |       |
| Europees Kampioenschap  | 18e * |  |      | 9e    | 6e   | 4e   | Goud | Goud | tzt  | Goud |  | Goud  |
| Nationaal Kampioenschap |       |  | 4e   | Brons | Goud | Goud | Goud | Goud | Goud | Goud |  | Goud  |

* Bij de paren met Michael Hutchinson.
1976: Ljoedmila Pachomova / Aleksandr Gorsjkov ·
1980: Natalja Linitsjoek / Gennadi Karponossov ·
1984: Jayne Torvill / Christopher Dean ·
1988: Natalja Bestemjanova / Andrej Boekin ·
1992: Marina Klimova / Sergej Ponomarenko ·
1994: Oksana Grisjtsjoek / Jevgeni Platov ·
1998: Oksana Grisjtsjoek / Jevgeni Platov ·
2002: Marina Anissina / Gwendal Peizerat ·
2006: Tatjana Navka / Roman Kostomarov ·
2010: Tessa Virtue / Scott Moir ·
2014: Meryl Davis / Charlie White ·
2018: Tessa Virtue / Scott Moir ·
2022: Gabriella Papadakis / Guillaume Cizeron
- Bibsys: 3083082
- Bibliothèque nationale de France: cb13188130j (data)
- CiNii: DA11962860
- Gemeinsame Normdatei: 121219917
- International Standard Name Identifier: 0000 0000 8360 626X
- Library of Congress Control Number: n86846720
- Nationale Bibliotheek van Tsjechië: xx0180742
- Nationale bibliotheek van Australië: 36308263
- Nationale Bibliotheek van Israël: 987012501819305171
- Nationale Bibliotheek van Polen: a0000003518874
- Trove: 1244813
- Virtual International Authority File: 17363905
- WorldCat: E39PBJbxDjjGJk3dVmH7gqWCcP